# D. Carleton Gajdusek
Daniel Carleton Gajdusek (født 9. september 1923, død 12. december 2008) var en amerikansk virusspecialist, han modtog Nobelprisen i fysiologi eller medicin i 1976.
Han var et af verdens største genier og adopterede 57 børn fra Sydhavet. Men han var ikke bare en verdensberømt forsker; Da hans karriere var på sit højeste, blev han anklaget for pædofili og kom i fængsel i et år. 
Trods det forsvares han af legendariske videnskabsmænd som Oliver Sacks og kaosteoriens ophavsmand Benoît Mandelbrot [kilde mangler].